# عاموس سوير
عاموس سوير (بالإنجليزية: Amos Sawyer)‏ هو سياسي ليبيري، ولد في 15 يونيو 1945. حزبياً، نشط في حزب الشعب الليبيري ‏. وقد انتخب رئيس ليبيريا (22 نوفمبر 1990 – 7 مارس 1994).